# MDR Sachsen

Logotipo con eslogan

Logo hasta el 1 de mayo de 2017

Antiguo logotipo

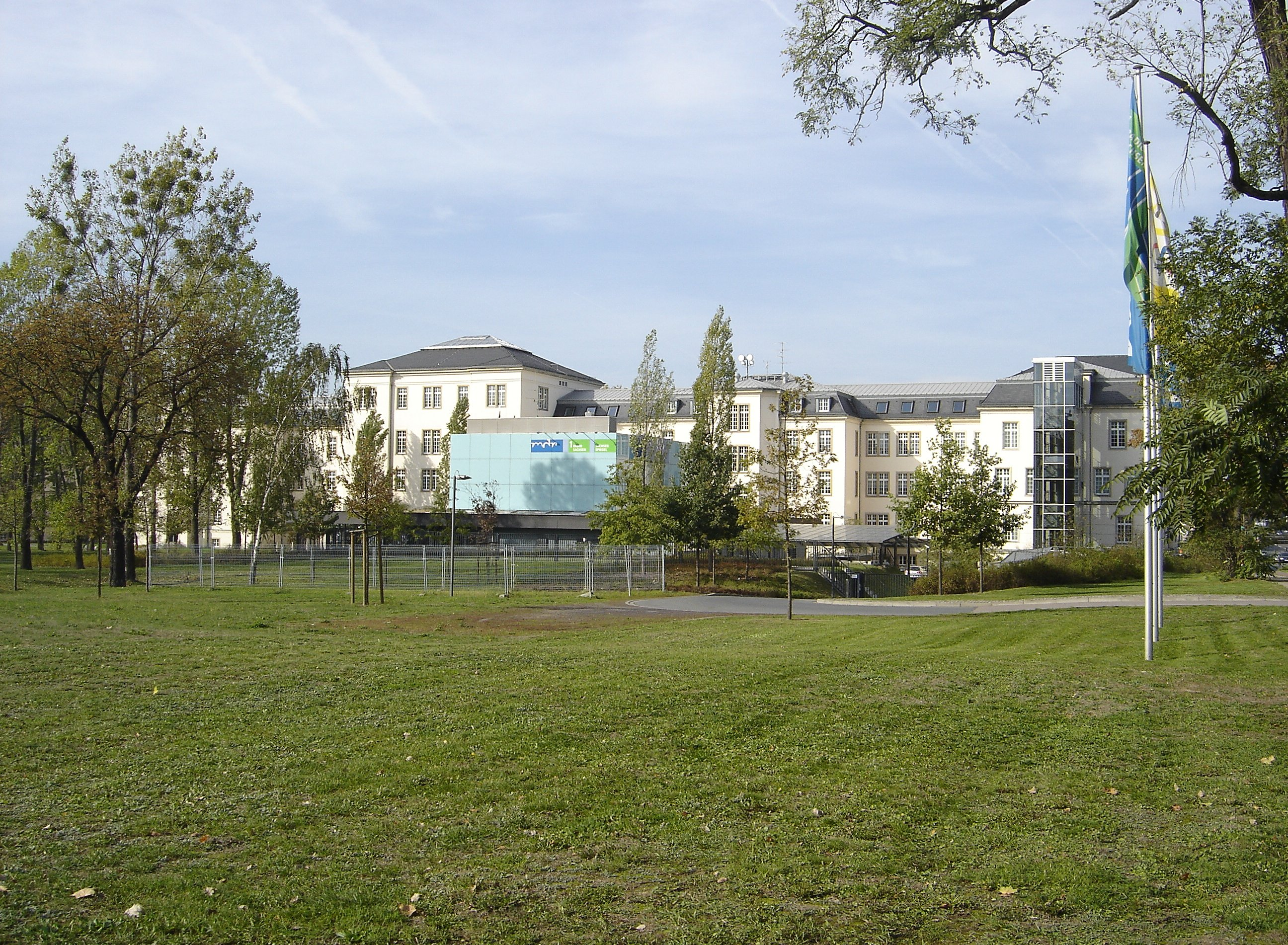
Centro territorial de la MDR en Sajonia.

MDR Sachsen (hasta el 1 de mayo de 2017: MDR 1 Radio Sachsen) es la radio regional de la Mitteldeutscher Rundfunk para Sajonia.

## Centros de emisión
Los estudios centrales están en Dresde, la capital del estado. La radio tiene cuatro estudios regionales (Bautzen, Chemnitz, Plauen, Leipzig) y una oficina local en Görlitz.

## Programación
Se trata de una radio enfocada en la retransmisión de información sobre Sajonia. En la zona de Bautzen, también se emiten en la MDR 1 programas de la Sorbischer Rundfunk.